# (14581) 1998 RT4
(14581) 1998 RT4 est un astéroïde aréocroiseur découvert en 1998.

## Description
(14581) 1998 RT4 a été découvert le 14 septembre 1998 à l'observatoire Magdalena Ridge, situé dans le comté de Socorro, au Nouveau-Mexique (États-Unis), par le projet Lincoln Near-Earth Asteroid Research (LINEAR).

### Caractéristiques orbitales
L'orbite de cet astéroïde est caractérisée par un demi-grand axe de 2,73 UA, un périhélie de 1,62 UA, une excentricité de 0,41 et une inclinaison de 31,66° par rapport à l'écliptique. Du fait de ces caractéristiques, à savoir un demi-grand axe inférieur à 3,2 UA et un périhélie compris entre 1,3 et 1,666 UA, il croise l'orbite de Mars et est classé, selon la JPL Small-Body Database, comme astéroïde aréocroiseur (aréo venant de Arès).

### Caractéristiques physiques
(14581) 1998 RT4 a une magnitude absolue (H) de 14,1 et un albédo estimé à 0,273.